# Tioli
Tioli (grč.: sumpor + alkohol; tioalkoholi) su organski spojevi, sumporni analogni alkoholi s općom formulom R-SH (R = alkilna skupina). Stariji i napušteni naziv za tiole je merkaptani (njem. merkaptan < srednjovj. lat. [corpus] mercurium captans: [tijelo/onaj] koje lovi (hvata) živu; ili oteta živa), isticao je njihovu sposobnost da sa živom (i njenim spojevima) reagiraju i s lakoćom tvore soli dajući netopive organoživine spojeve merkaptide (npr. reakcijom etantiola sa živinim(II) oksidom nastaje (CH3CH2S)2Hg).

## Osobine
To su uglavnom hlapive tekućine gadno intenzivna i odbojna smrdljiva mirisa, nalaze se u nafti, a nastaju i pri gnjiljenju bjelančevina koje sadržavaju sumpor. Lako oksidiraju u disulfide, što je važno u preradbi nafte.
Alifatski tioli, u prvom redu etantiol (C2H5-SH), rabi se u proizvodnji herbicida, metantiol (CH3-SH) služi za sintezu aminokiseline metionina, a heterociklički tioli kao sredstva za pospješivanje polimerizacije i ubrzavanje vuklanizacije, stabilizatori filmskih emulzija i polazne tvari u sintezi mnogobrojnih lijekova.
Ako se temperature vrelišta spojeva s dikovalentnim sumporom usporede s temperaturama vrelišta analognih kisikovih, dušikovih i ugljikovih spojeva približno jednake molekularne težine, očito je da su temperature vrelišta merkaptana mnogo bliže normalnim vrelištima nego vrelišta alkohola ili primarnih ili sekundarnih amina.

Premda merkaptani vru ponešto više od ugljikovodika s istom molekularnom težinom, više se temperature vrelišta ne mogu pripisati protonskom vezivanju, jer etilmerkaptan i metilsulfid vru na gotovo istoj temperaturi.

Ovo je ponašanje u očitoj suprotnosti od ponašanja propilakohola i metiletiletera ili metiletilamina ili trimetilamina. Povišenje vrelišta u redovima n-butan, trimetilamin, metiletileter i metilsulfid može se pripisati porastu dipolnog momenta, gdje mjerene ili procijenjene vrijednosti za μ iznose 0; 0,6; 1,2, odnosno 1,6.
Merkaptani se mnogo slabije otapaju u vodi nego odgovarajući alkoholi, pa se tako samo 1,5 g etilmerkaptana otapa u 100 ml vode na sobnoj temperaturi. Ova slaba topljivost u vodi može se pripisati nesposobnosti sumpora da stvara protonske veze s vodikom vezanim za kisik, kao i s vodikom vezanim na sumpor.
Hlapivi merkaptani imaju izvanredno neugodan miris. E. Fischer je našao da se nosom može otkriti jedan volumen metilmerkaptana u 50 milijardi volumena zraka. Ova koncentracija, izražena težinom na kubni centimetar zraka, jest 1/250 koncentracije natrija koju su Kirchhoff i Bunsen mogli otkriti pomoću spektroskopa. Neugodan miris merkaptana smanjuje se s porastom molekularne težine i miris postaje ugodan u spojevima s više od devet atoma ugljika. Niži merkaptani toksični su kao i sumporovodik.
Za određivanje merkaptana može se upotrijebiti standarda otopina srebrovog nitrata.

## Dobivanje
Tioli (tioalkoholi) su spojevi koji se izvode iz alkohola zamjenom kisikova atoma sumporovim. Tako se iz metanola izvodi metil-merkaptan (ili metantiol (CH3SH)), iz etanola etil-merkaptan (ili etantiol (CH3CH2SH)), itd.
Oksidacijom tiola nastaju sulfonske kiseline, pa tako npr. oksidacijom etantiola kalijevim permanganatom ili dušičnom kiselinom nastaje etansulfonska kiselina (CH3CH2SO3H).
1. Priređivanje iz alkilhalogenida ili sulfata i natrijeva hidrosulfida
Tioalkoholi nastaju kada se alkilhalogenid kuha uz povratno hladilo s natrijevim hidrosulfidom otopljenim u alkoholu
RX + NaSH --> RSH + NaX
Povoljniji postupak sastoji se u tome da se alkohol otopi u sumpornoj kiselini, neutralizira natrijevim karbonatom i pomiješa s otopljenim natrijevim hidrosulfidom, koji se priređuje tako da se otopina natrijeva hidroksida zasiti sumporovodikom.
ROH + H2SO4 --> ROSO3H + H2O
2 ROSO3H + Na2CO3 --> 2 ROSO3Na + CO2 + H2O
ROSO3Na + NaSH --> RSH + Na2SO4Tekst indeksa
Upotrebljavaju se alkilhalogenidi ili alkilsulfati, a uvijek nastaje nešto alkilsulfida zbog ravnoteže.
RSH + NaSH <--> RSNa + H2S
Natrijev tioalkoksid (natrijev merkaptid) može reagirati s drugim molom alkilhalogenida ili sulfata.
RSNa + RX --> RSR + NaX
Natrijev hidrosulfid obično se uzima u velikom suvišku. Zbog alkaličnosti natrijeva hidrosulfida zbova se druga usporedna reakcija, naime gubitak mineralne kiseline, pa nastaju olefini. Stoga su prinosi merkaptana ili sulfida najbolji ako je alkilna grupa primarna, ali ako je ona tercijalna, nastaje samo olefin.
2. Iz olefina i sumporovodika
Sumporovodik se lako adira na olefine u tekućoj fazi pod utjecajem svjetla kratke valne duljine (oko 2800 A). Adicija ne slijedi Markovnikovljevo pravilo, pa su produkti od 1-alkena primarni alkilhidrogensulfidi.
RCH=CH2 + H2S -->(hv)--> RCH2CH2SH
Reakcija se zbiva mehanizmom slobodnog radikala. Adicija suprotna Markovnikovljevu pravilu karakteristična je za mehanizme slobodnih radikala.
Nesimetrično supstituirani olefini adiraju sumporovodik u tekućoj fazi uz visoku temperaturu i pritisak i uz katalizator silicijev dioksid-aluminijev oksid daju tercijarne alkilhidrogensulfide.
Takva reakcija slijedi Markovnikovljevo pravilo. Ona se nedvojbeno zbiva ionskim mehanizmom, jer aluminijev oksid djeluje kao kiseli katalizator.
Također, laboratorijski se može pripraviti uvođenjem sumporovodika u kloroform.
3. Iz alkilditiokarbamata
Reakcijom amonijaka s ugljikovim disulfidom nastaje amonijeva sol ditiokarbaminske kiseline koja može reagirati s alkilhalogenidima i dati alkilditiokarbamate. Alkilditiokarbamati su esteri i mogu se osapuniti u tioalkohol.
Ova metoda preporučuje za halogenide koji lako otpuštaju halogenvodik i za dobivanje tioglikola.
4. Redukcijom disulfida
Reakcija se može izvoditi dodavanjem cinka u prahu u kipuću smjesu disulfida i 50% otopine sumporne kiseline u vodi.
RSSR + 2[H] (Zn + H2SO4) --> 2 RSH
Također, laboratorijski se može pripraviti i grijanjem kloroforma s natrijevim sulfidom.
5. Iz S-alkiltiourea
Reakcijom alkilhalogenida s tioureom nastaju S-alkiltiouree, koje grijanjem daju merkaptane i dicijandiamid.

## Reakcije
1. Stvaranje soli
Upravo kao što je sumporovodik kiseliji od vode, merkaptani su kiseliji od alkohola i reagiraju s jakim bazama otopljenim u vodi, dajući soli. Kao i natrijev sulfid, ove se soli znatno hidroliziraju u vodenoj otopini.
RSH + NaOH <--> RSNa + H2O
Soli teških metala, kao soli olova, žive, bakra, kadmija i srebra, netopljive su u vodi.
2. Oksidacija u disulfide
Otopine natrijevih hipohalogenida oksidiraju na sobnoj temperaturi merkaptane do sulfida.
2 RSH + I2 + 2 NaOH --> RSSR + 2 NaI + 2 H2O
Ako se upotrijebi standardna otopina joda, ova je reakcija povoljna za kvantitativno određivanje merkaptana. Oni se lako oksidiraju sa zrakom, naročito u prisustvu amonijaka.
Doktorov proces za uklanjanje neugodna mirisa benzina ovisi o reakciji merkaptana u disulfide, koji imaju slabiji miris, pomoću otopine natrijeva plumbita i male količine sumpora.
2 RSH + Na2PbO2 --> Pb(SR)2 + 2 NaOH
Pb(SR)2 + S --> PbS + (RS)2
Doktorova se otopina regenerira provođenjem zraka kroz vruću otopinu.
PbS + 4 NaOH + 2 O2 --> Na2PbO2 + Na2SO4 + 2 H2O
Doktorova otopina može se također upotrijebiti kao dokaz na sulfhidrilnu grupu. Stvaranje crnog olovnog sulfida znak je pozitivne reakcije.
Oksidacije sulfhidrilne grupe iz cisteinskog dijela proteinskih molekula u disulfidne grupe i redukcija disulfida u sulfhidril igra važnu ulogu u biološkim procesima.
3. Oksidacija u sulfonske kiseline
Do ove reakcije obično dolazi grijanjem merkaptana ili soli, kao što je olovni merkaptid, s koncentriranom dušičnom kiselinom.
RSH + 3 [O] (HNO3) --> RSO3H
(RS)2Pb + 6 [O] (HNO3) --> (RSO3)2Pb
4. Nastajanje estera
Kad primarni tioli reagiraju s karbonskim kiselinama, tioesteri i voda nastaju prije nego esteri i suporovodik.
RCOOH + HSR <--> RCOSR + H2O
Ova je reakcija bila osnov za pretpostavku da se pri esterifikaciji primarnih alkohola s kiselinama hidroksilna grupa otcjepljuje prije s kiseline nego s alkohola, pretpostavka koja je bila dokazana pomoću izotopa O18.
Merkatani reagiraju također s halogenidima kiselina, dajući tioestere.
RSH + ClCOR --> RSCOR + HCl
Za razliku od hidroksilne grupe, merkapto-grupa se ne zamjenjuje lako. Fosforni triklorid npr. reagira tvoreći tioester.
RSH + PCl3 --> RSPCl2 + HCl
5. Nastajanje tioacetala
Tioli lako reagiraju s aldehidima i ketonima uz klorovodik ili cinkov klorid, tvoreći tioacetale.
RCHO + 2 R`SH --> RCH(SR`)2 + H2O
R2CO + 2 R`SH --> R2C(SR`)2 + H2O
Ovi su spojevi mnogo stabilniji prema hidrolizi kiselinom od acetala, ali se aldehid ili keton mogu regenerirati hidrolizom uz živin(II) oksid.